# ホワッツ・ロング・ウィズ・ジス・ピクチャー?
『ホワッツ・ロング・ウィズ・ジス・ピクチャー?』（What's Wrong with This Picture?）は、北アイルランドのミュージシャン、ヴァン・モリソンが2003年に発表した30作目のスタジオ・アルバム。モリソンが新たに契約を得た、ジャズの名門レーベルとして知られるブルーノート・レコードから発売された。

## 背景
「サマーセット」は、アッカー・ビルクがデイヴ・コレットと共作した曲にモリソンが歌詞を追加したもので、この曲の原型である「Summer Set」は、「ミスター・アッカー・ビルク・アンド・ヒズ・パラマウント・ジャズ・バンド」名義のシングルとしてリリースされ、1960年に全英5位を記録している。「ストップ・ドリンキング」はライトニン・ホプキンスのカヴァーだが、歌詞はモリソンの手により変更されている。

## 反響・評価
アメリカでは2003年11月8日付のBillboard 200で初登場32位となり、第47回グラミー賞では最優秀コンテンポラリー・ブルース・アルバム賞にノミネートされた。ノルウェーでは2003年第44週のアルバム・チャートで10位を記録。
Thom Jurekはオールミュージックにおいて5点満点中4点を付け「ストレートなジャズ・レコードとは言えないが、彼が『ダウン・ザ・ロード』において開拓した新たな一歩である、『自身のケルティック・スウィング、R&B、ボーカル・ジャズ、ブルー・アイド・ソウルの素養をフィルターとした20世紀の古き良きポップス』という領域へ踏み込んでいる」と評している。また、Richard Abowitzは『ローリング・ストーン』誌において5点満点中3点を付け「デューク・エリントンのマントラと、粋なタキシード姿で指をパチパチ鳴らすフランク・シナトラを混ぜ合わせ、ストレートなブルースやR&Bから古き良きポップスやジャズまで網羅しスウィングしてみせた」「ここには穴埋めの曲も、弛んだ箇所もない。実際には、この絵にまずい所など何もない」と評している。

## 収録曲
特記なき楽曲はヴァン・モリソン作。
1. ホワッツ・ロング・ウィズ・ジス・ピクチャー? - "What's Wrong with This Picture?" – 6:00
2. ウィニン・ボーイ・モーン - "Whinin Boy Moan" – 4:17
3. イヴニング・イン・ジューン - "Evening in June" – 4:00
4. トゥー・メニー・ミシズ - "Too Many Myths" – 4:32
5. サマーセット - "Somerset" (Acker Bilk, David Collett, Van Morrison) – 4:09
6. ミーニング・オブ・ロンリネス - "Meaning of Loneliness" – 6:41
7. ストップ・ドリンキング - "Stop Drinking" (Lightnin' Hopkins / additional lyrics by V. Morrison) – 3:24
8. ゴールドフィッシュ・ボウル - "Goldfish Bowl" – 6:01
9. ワンス・イン・ア・ブルー・ムーン - "Once in a Blue Moon" – 3:30
10. セント・ジェームス病院 - "Saint James Infirmary" (Traditional) – 5:32
11. リトル・ヴィレッジ - "Little Village" – 4:31
12. フェイム - "Fame" – 5:21
13. ゲット・オン・ウィズ・ザ・ショウ - "Get On with the Show" – 5:38

## 参加ミュージシャン
- ヴァン・モリソン - ボーカル、アコースティック・ギター、アルト・サクソフォーン
- フォギー・ライトル - エレクトリック・ギター(on #1, #4, #12)、バッキング・ボーカル(on #1)
- ネッド・エドワーズ - エレクトリック・ギター(on #2, #3, #6, #7, #8, #10, #13)、アコースティック・ギター(on #5)、バッキング・ボーカル(on #2, #6, #10)
- ミック・グリーン - エレクトリック・ギター(on #7, #13)
- ジョニー・スコット - エレクトリック・ギター(#9, #11)、マンドリン(on #11)
- リチャード・ダン - ハモンドオルガン(#2, #3, #6, #8, #10, #13)、ピアノ(#7)
- ギャヴィン・ポヴェイ - ピアノ(on #4, #5)
- フィアチラ・トレンチ - ピアノ(#9, #11, #12)
- デヴィッド・ヘイズ - ベース(on #1, #2, #3, #4, #5, #7, #8, #12, #13)、バッキング・ボーカル(on #1)
- ピート・ハーレイ - ベース(on #6, #10)
- ニッキー・スコット - ベース(on #9, #11)
- リアム・ブラッドリー - ドラムス(on #1, #4, #9, #11, #12)
- ボビー・アーウィン - ドラムス(on #2, #3, #5, #6, #7, #8, #10, #13)
- アラン・スティッキー・ウィケット - コンガ(on #3, #13)、ウォッシュボード(#7)
- キース・ドナルド - バスクラリネット(on #1)
- マット・ホーランド - トランペット(on #2, #5, #6, #7, #8, #9, #10, #13)、フリューゲルホルン(on #3, #5, #11)、バッキング・ボーカル(on #10)
- マーティン・ウィニング - テナー・サクソフォーン(on #2, #5, #7, #8, #9, #13)、クラリネット(on #3, #6, #10, #11)
- リー・グッドール - アルト・サクソフォーン(on #6, #9)、バリトン・サクソフォーン(on #10)、バッキング・ボーカル(on #10)
- アッカー・ビルク - クラリネット(on #5)